# Théodore-Marie Lorieux
Pour les autres membres de la famille, voir Famille Lorieux.
Théodore Marie Lorieux (né le 5 novembre 1834 à Nantes et mort le 30 juillet 1921 à Guérande), est un ingénieur français, vice-président du Conseil général des ponts et chaussées de 1902 à 1905.

## Biographie
Théodore Lorieux est le fils de Théodore Lorieux (1800-1866), inspecteur général des Mines et des Carrières, et de Stéphanie Faulcon de Marigny, frère d'Edmond Lorieux (1832-1909), inspecteur général des Mines et secrétaire du Conseil général des mines et cousin germain d'Émile Fauconneau Dufresne, conseiller à la Cour de cassation.

### Carrière
Polytechnicien (1854) et élève de l'École des ponts et chaussées, Théodore Lorieux contrôle la construction du chemin de fer du Mans à Mézidon et du chemin de fer de Paris à Granville en 1861. Il s'occupe de l'approfondissement du Canal de Caen à la mer en 1864.
Chargé de la Loire-Inférieure (en résidence à Nantes), du service de navigation de la Loire et du Canal de Nantes à Brest entre 1865 et 1878, il réalise la construction des quais de l'Erdre et du Pont de la Rotonde à Nantes, ainsi que des ponts de Mauves et de Thouaré. En 1870, Lorieux est délégué par le Comité militaire pour l'exécution des travaux du camp retranché et des redoutes de la Seilleraye, puis, il assure la défense de la Levée de la Divatte lors des inondations exceptionnelles de l'hiver 1872.
Ingénieur en chef des ponts et chaussées en 1877, il s'occupe de la construction de plusieurs ponts et chemins de fer dans le Lot. Il fut distingué pour la réalisation de ces ponts lors de l'Exposition universelle de Paris de 1889.
Il réalisa l'étude et la construction de plusieurs chemins de fer en Maine-et-Loire.
En 1890, il passe inspecteur général des ponts et chaussées et secrétaire du Conseil général des ponts et chaussées.
Il est chargé de l'inspection du service municipal de Paris en 1899.
Il devient président de la commission du ciment armé et de la commission de l'hydraulique et des améliorations agricoles, vice-président de la commission et président de la sous-commission de répartition des fonds du pari mutuel pour les adductions d'eau potable, membre de la commission mixte des travaux publics et du Conseil du bureau météorologique.
En 1905, il devient vice-président du Conseil général des ponts et chaussées.

## Quelques publications
- « Ponts à construire sur la Loire entre Ancenis et Nantes… », 1876.